# Protestantse Kerk (Huissen)
De Protestantse Kerk Huissen is een protestantse kerk in het centrum van de Nederlandse stad Huissen in de gemeente Lingewaard in Gelderland.

De hervormde kerk van Huissen, een ontwerp van de architect G. Feenstra, is gebouwd op de plek van de in 1944 vernietigde hervormde kerk in Huissen. De kerk was bijna vierkant met midden op het dak een torentje met daarin de uit 1772 daterende luidklok. In 1982 werd de gemeente een Samen Op Weg gemeente. In 1994/1995 vond een verbouwing en modernisering van het interieur plaats, waardoor een multifunctionele ruimte is ontstaan. Met de fusie in 2004 is de hervormde gemeente in Huissen deel gaan uitmaken van de Protestantse Kerk in Nederland.

## Eerdere hervormde kerken
De reformatie kreeg in Huissen weinig aanhang. Als Kleefse enclave had Huissen geloofsvrijheid, waardoor het katholiek bleef. Dit leidde ertoe dat Huissen voor katholieken uit de wijde omgeving de plaats was om naar de katholieke kerk te gaan. In 1611 wordt de eerste predikant beroepen, maar een eigen kerk wordt nog niet gebouwd. Pas in 1659/1660 wordt een eigen kerk van de Nederduitse Gereformeerde Kerk, de latere Nederlands Hervormde Kerk, gebouwd, voorzien van een met leien gedekt torentje. Nadat deze kerk steeds meer bouwvallig werd, werd in 1870/1871 een nieuwe kerk gebouwd. Ook deze kerk had een torentje. Aan de achterkant was zij voorzien van een consistoriekamer. De hervormde kerk werd in de tweede wereldoorlog zwaar beschadigd en de toren werd door de Duitsers opgeblazen.